# 山崎バニラ
山崎 バニラ（やまざき - 、本名（旧姓）：山崎 雅美（やまざき まさみ）、1978年〈昭和53年〉1月15日 - ）は、日本の活動弁士、声優。白石市観光大使。

## 人物・来歴
宮城県白石市生まれ、東京都大田区育ち 。父は工学者で慶應義塾大学名誉教授の山崎信寿、母はピアノ教師。東京都立小山台高等学校、清泉女子大学文学部スペイン語スペイン文学科卒業。4歳からピアノとモダンバレエ、絵画を習い始める。
大学在学中は早稲田大学ミュージカル研究会に参加。その頃、自主映画に多数参加。大学卒業後はダンサーや舞台俳優、声優として活動を始める。2000年、『東京キネマ倶楽部』開店時の活動弁士のオーディションに合格して活動弁士となる。現在では大正琴やピアノで弾き語りをする新たな形態の活動弁士として活動、短編作品を中心に約20作品のレパートリーを持つ。また、活動弁士としてのみならず、踊りの振り付け、声優やテレビ番組・CFのナレーターなど、あらゆる方面で活躍している。
活弁をする際やテレビ出演時には、和服に金髪（照明効果等の関係で銀色に見えることもあるが、自然光のもとでは金色）のショートボブウィッグという姿で登場、大正琴の弾き語りやいわゆるアニメ声（下記参照）も相まって、見た者に強い印象を与えている。但し、『とくダネ!』出演時は、地毛で出演していた。また、2005年からは『ドラえもん』（テレビ朝日版第2期）にジャイ子役で出演、各種メディアで注目を集めるようになった。
2010年11月にこれまで所属していたスパーク・スタッフとは専属契約が終了したとして、個人事務所バニラクエストを設立してフリーとして活動を開始。専属契約の存続を主張するスパーク・スタッフとは契約更新をめぐって係争になった。2012年3月14日に専属契約は終了したとする山崎の全面勝訴判決が出された。
2014年11月13日に学生時代から16年半交際を続けてきた会社員の男性と結婚した。
2016年5月19日、第1子妊娠（6か月）を公表。同年10月4日、9月末に女児を出産したことを報告。

## エピソード

### 活動弁士として
- 活弁士のオーディションを受けた理由は「話芸」という響きに惹かれたから。「自らの個性的な声を活かしたい」という思いもあった。それまでは芸能界を志し、様々なオーディションを受け続けていたという。
- 衣装の和服は当初、主に祖母の物を拝借していたとのこと。大正琴も祖母が通信販売で購入し使わずに放置していたものを主に使う。メディアに登場する機会が増えてからは、着物の数は増えており、大正琴に関してもセミカスタムメイドの物を使う場合がある。
- 大正琴の弾き語りを始めたのは、活弁の台本書きに疲れ台詞の量を減らそうとした事がきっかけ。独学で覚えたため自己流。特に楽譜については、元々ピアノが弾けたため五線譜をそのまま使っており、NHK教育『趣味悠々「大正琴で弾く!」』では大正琴独特の数字譜に馴れるのに苦心した。また、本人がBLOGに記載していたが、この番組で初めて身につけた奏法（ミュート）もあるという。
- 金髪のかつらを着けるようになったのは、テレビで『マトリックス』の紹介をする際に、SFの世界を表現しようとした工夫から。また、自身が似ていると言われたジュリエッタ・マシーナをイメージしているとも[8]。

### 声優として
- 『ドラえもん』の声優オーディションでは元々はしずか役志望で、最終選考まで残ったが落選した。しかしその後テレビのインタビューで「私にはジャイ子かドラミちゃんの方が合っているんじゃないでしょうか」とコメントしたところ、ジャイ子役に抜擢された。なお、ドラミ役は千秋へと渡ったが、こちらも同じくリニューアル時の声優オーディションで落選している。
- アニメ『ぱにぽにだっしゅ!』第24話では自身が演じたメソウサが、自身に似せた姿格好（おかっぱカツラに和服）で活弁を行っている。同作最終回アフレコ後のインタビューで、「自分がスタッフだったらどういうネタを仕込んでいた?」という質問に対して、「メソウサに大正琴をもたせたかな」との発言をしたところ、後に発売されたDVDで実現した。
- アニメ『ふしぎ星の☆ふたご姫』のティオ役を演じていたが事情により溝脇しほみに交代した。
- アニメ『ポチっと発明 ピカちんキット』のポチロー役を演じていたが喉の不調により一時は高木礼子が代役を担当していた[9]。

### その他
- 英検2級、スペイン語検定4級所持。大学卒業後から現在に至るまで、時間の許す限りラジオのスペイン語講座を聞き続けているという。スペインには過去2回短期留学した（これはミュージカル研究会に没頭するあまり、大学での授業の単位を落としそうになったための策と語っていた）。スペイン語を選択したのは、スタートの時点で差がないため（ほとんどの人は大学から始めるので）選んだと本人はコメントしている。
- 中学生の頃は吹奏楽部にてクラリネット、高校時代は器械体操を経験。
- 特徴のある声は地声であり、自らは「ヘリウムボイス」と称している。学生時代は「変な声の人」として存在が知られていたようで、高校時代には用務員に「声変わりしないのか」と心配されたほど。就職活動でフジテレビのアナウンサー試験を受けた時には、面接官に「今は声優も需要があるから」と声優になることを勧められた[8]。
- 上記の特徴的な声から、金田朋子としばしば比較される。共演している声優からも、「（彼女と）顔も似てるけど性格が全然違う」と言われており、仕事では一度も会ったことがないため共演を希望していたが[10]、なかなかその機会に恵まれなかった。2015年になってようやくNHKのテレビ番組『ワラッチャオ!』での共演が実現した[11]。
- 大学時代にミュージカル研究会に入って以降、舞台の世界にのめり込むようになる。卒業の際に「あと2年やらせて下さい、反対されてまではやりませんから」と父を涙ながらに説得したほど。しかし母には「あの時の涙は演技じゃないのか」と言われ続けている[8]。
- 先のミュージカル研究会に在籍していた時、「ダンス部長」となり、振付全般の考案・指導を担当していた。また、ピアノを生かした作曲も積極的に行っていた。大学卒業間近に、とあるイベントにてミュージカル研究会の先輩でもある振付師の香瑠鼓と出会い、2年ほど彼女の指導の下ダンサーを請け負ったり、振付指導に出向いたりとダンス関係の仕事をこなしていた[8]。
- 現在の芸名になった理由は、CD『牛ちゃんマンボ』を出した際、「牛といえばミルク、ミルクといえばバニラ」という事務所スタッフの連想から。最初は嫌だと言ったのだが、事務所の社長に「字画が良いから」と説得され、しぶしぶ使用することとなった[8]。
- 趣味は映画鑑賞（劇場・ディスクなど場を問わず、月10作品以上は鑑賞している）、読書、将棋（日本将棋連盟 初段）など。
- 2008年から、苗字表記に異体字を採用し「山﨑」（「崎」は山偏に竒）とする変更が見られる（ただし本名に関しては公式サイトでも異体字に切り替えておらず、表記のバラツキが見られる）。
- パソコンを趣味とし、自ら自作するほど。現在は週刊アスキーでも連載を持つ。
- 2011年4月11日、白石市観光大使に就任。

## 出演
太字はメインキャラクター。

### テレビ
- 情報ワイド ゆうがたGet!（テレビ信州、映画特集プレゼンター、不定期に出演）
- 日めくりタイムトラベル （NHK BS、2007年4月 - 2011年3月、月1回放送）
- サッカープラネット （NHK BS1、2013年4月 - 2014年3月、「サッカー熱狂事件簿」コーナー担当）

#### 過去の出演
- ゆうがたGet!プラス1（テレビ信州、2002年 - 2005年） - 法律相談紙芝居コーナーレギュラー出演
- Cinema猿（日本テレビ、2003年 - 2004年） - オープニング出演
- 金曜エンタテイメント 西村京太郎サスペンス お局探偵亜木子&みどりの旅情事件帳6（フジテレビ、2003年6月6日）
- 帰ってきたロッカーのハナコさん 第9話（NHK、2003年10月20日）
- ヒノマルデショ（テレビ東京、2004年） - ナレーション/大正琴演奏
- キスゴンえいごハウス（キッズステーション、2004年 - 2005年） - 出演/振付
- 人類滅亡と13のコント集（日本テレビ、2004年10月 - 2005年3月） - 香織役
- 月曜映画（日本テレビ、2004年5月 - 2006年3月） - オープニングコーナー『シネマサイレントナイト』担当
- スポルたん!（仙台放送、2005年4月 - 7月） - 出演/ナレーション
- ラジかる!!（日本テレビ、2005年10月 - 2006年3月） - 「速ホウ!TV視聴率」月曜日担当
先述のようにイラストを自ら描き、大正琴を弾きながら太鼓を叩いて活弁したり、全身運動が必要な場合にはモンペ姿を披露したりという多才ぶりをしばしば披露していた。
- もっと知りたい学びたい!お役に立ちます教育テレビ（NHK、2005年11月 - 、不定期放送）
- 趣味悠々「大正琴で弾く!」（NHK教育テレビ、2006年2月 - 3月） - 進行・生徒役
- しずおか空港バニラ味（テレビ静岡、2006年1月 - 3月） - 静岡空港に関する広報番組。「静岡インターネット放送局BBスタジオしずおか」（静岡県広報局） にて常時視聴可能。
- BSふれあいステージ 爆笑最前線（NHK BS、2007年4月 - 2008年3月、木曜日担当）
- とくダネ!（フジテレビ、火曜日コメンテーター、2007年10月2日 - 2008年9月23日）
- 金曜バラエティー（NHK 、2008年4月11日 - 2010年3月26日）
- NHK短歌（NHK、2014年1月12日） - ゲスト出演
- ワラッチャオ! （NHK BSプレミアム、2013年 - 2017年、声・キャサリン）

### テレビアニメ
2001年
- しあわせソウのオコジョさん（ちょろり）

2003年
- 銀河鉄道物語（女の子）

2004年
- 月詠 -MOON PHASE-（ハイジ）

2005年
- IGPX（ルカ）
- ドラえもん（テレビ朝日版第2期）（2005年 - 、ジャイ子、活弁士）
- ふしぎ星の☆ふたご姫（ティオ〈初代〉）
- ぱにぽにだっしゅ!（メソウサ）

2006年
- 天保異聞 妖奇士（豊川稲荷配下の狐）

2007年
- 瀬戸の花嫁（アバンナレーション）

2012年
- 神様はじめました（2012年 - 2015年、講釈師） - 2シリーズ
- ちはやふる（詠み手）

2014年
- 妖怪ウォッチ（キン）

2017年
- ブレンド・S（バニラちゃん）

2018年
- ポチっと発明 ピカちんキット（2018年 - 2019年、ポチロー）

### OVA
2008年
- 瀬戸の花嫁OVA（2008年 - 2009年、アバンナレーション）

### 劇場アニメ
2003年
- 良寛さん（お雪）

2004年
- フイチンさん（プリナスン）

2007年
- 映画ドラえもん のび太の新魔界大冒険 〜7人の魔法使い〜（ギム）

2008年
- 劇場版ポケットモンスター ダイヤモンド&パール ギラティナと氷空の花束 シェイミ（シェイミ）

2014年
- STAND BY ME ドラえもん（ジャイ子）
- 映画 妖怪ウォッチ 誕生の秘密だニャン!（キン）

2020年
- STAND BY ME ドラえもん 2（ジャイ子）

2021年
- 映画 妖怪ウォッチ♪ ケータとオレっちの出会い編だニャン♪ワ、ワタクシも〜♪♪（キン）

### ゲーム
2014年
- 妖怪ウォッチ2 元祖/本家/真打（キン、いくよね）

2018年
- ポチッと発明 ピカちんキット -ゲームでピラメキ大作戦（ポチロー）

### 吹き替え
- ジェイジェイと空とぶなかまたち（スナフィー）
- スヌーピーとチャーリーブラウン ヨーロッパの旅（マーシー）

### ラジオ
- mix（TBSラジオ、2004年10月 - 2005年3月） - 小説紹介コーナー担当

### テレビコマーシャル
- オリックス生命保険（ナレーション）
- 地デジの基礎知識
- 仙台銀行
- 高栄ホーム（アニメの声）

### ラジオコマーシャル
- エイベックス『スウィートボックス～グレイテスト・ヒッツ』
- クオーク

### 舞台
- 21世紀グリムシリーズ
- ハローグッバイ
- 雑種 小夜の月[17]

### CD
牛ちゃんマンボ （キングレコード）
2002年、BSE騒動の影響で人気が急落した牛肉を食べてもらおうと、食肉業界によって企画され、「およげ!たいやきくん」を手がけた佐瀬寿一の作曲、高田ひろおの作詞によるキャンペーンソング。その後廃盤になったものの、近年になってネット上で話題となり、2006年10月から着うたやiTunes Music Storeなどで配信されるようになった。
カップリング曲は「カブト虫のカブ太郎」。こちらはサンバ風のアレンジが施されているほか、ラジオ体操のようなフレーズをはじめ多様な楽曲の要素を取り入れており、童謡の雰囲気を漂わせるメロディラインになっている。
発売当初、プロモーションのために自ら振り付けを考案した。アレンジに応じたフラメンコやサルサのスタイルも取り入れている。
Jingle All the Way!（バップ）
「ジングルベル」作曲150年を記念して制作された、「ジングルベル」を様々な歌手が歌ったコンピレーションアルバム。「山崎バニラの『ジングルベル』」で参加。複数の大正琴を一人で演奏し多重録音した。
わらしのうた（よしもとアール・アンド・シー）
NHK「みんなのうた」2010年10・11月の歌。座敷童子の不思議な世界を歌にした。番組でのアニメーションはひこねのりおが手がけた。

### 単行本
- 『活弁士、山崎バニラ』 エイ出版社(2009年10月24日) ISBN 978-4777914753

### その他
- 葛飾区郷土と天文の博物館プラネタリウム番組ナレーター（2006年4月〜7月上映）
- 紀伊國屋書店DVD通販サイト『Forest Plus』DVDコンシェルジュ
- Crystal Kay『ONE』（初回盤にのみ収録されたカップリング曲「ONE with ピカチュウ&シェイミ」でシェイミの声を担当）